# الجيش الألماني (هير)
الجيش البري الألماني (بالألمانية: Deutsches Heer دويتشه هير) (وتختصر هير"Heer") هي القوة البرية للقوات المسلحة الألمانية. تأسس الجيش الألماني الحالي (سمي سابقاً بـ«الفيرماخت» في الحرب العالمية الثانية) في عام 1955 كجزء من بونديسفير لألمانيا الغربية الذي تم تشكيله حديثًا إلى جانب البحرية ولوفتفافه (القوات الجوية الألمانية). اعتبارًا من 28 فبراير 2019، قدر عدد المجندين في الجيش الألماني بحوالي 62194 جندي. شارك الجيش الألماني من ضمن حلف الناتو، وشارك في العمليات العسكرية في أفغانستان منذ الغزو الأمريكي عام 2001.

## تاريخ

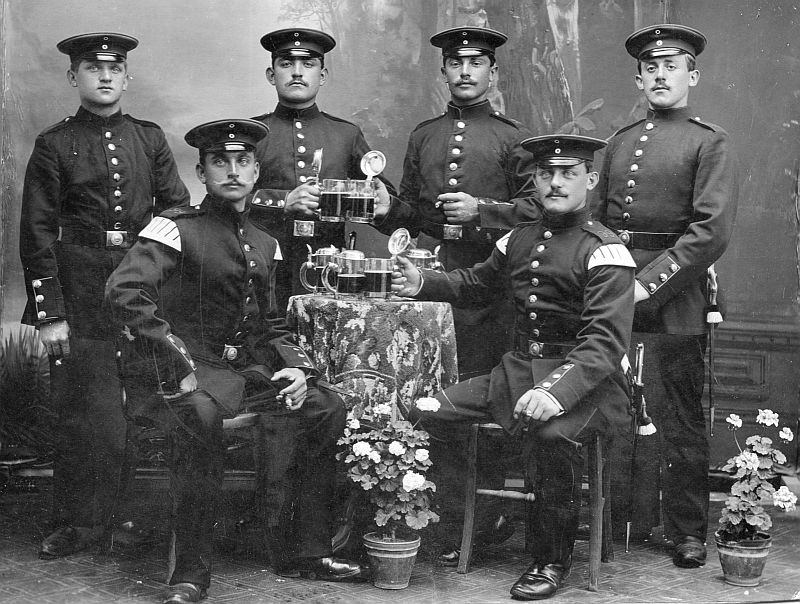
ضباط الجيش الألماني سنة 1898

- 1871-1919 سمي الجيش الإمبراطوري الألماني بـ«رايخهير» (بالألمانية:Reichsheer).
- 1871–1919 سمي الجيش الألماني البري بـ«كايزرليش دويتش هير» (بالألمانية:Kaiserlich Deutsches Heer).
- 1921-1935 عودة تسمية الجيش الألماني في زمن الفايمر بـ«رايخهير» أو «الرايخ»، (بالألمانية:Reichsheer أو Reich) والرايخ تعني باللغة الألمانية «الإمبراطور».
- 1935-1945 سمي الجيش بـ«الفيرماخت» في زمن الزعيم النازي الراحل أدولف هتلر.
- 1956-1990 سمي الجيش الألماني الشرقي "Landstreitkräfte ، بينما الجيش الألماني الغربي اعتاد على تسمية "دويتشه هير" منذ عام 1955م.

تم تجهيز الجيش الألماني وتنظيمه وتدريبه وفقًا لمذهب وعقيدة واحدة، وجرى توحيده دائمًا تحت قيادة واحدة من تواريخ 1871، وتوحيد ألمانيا تحت قيادة بروسيا. من عام 1871 إلى عام 1919، كان لقب دويتشه هير (الجيش الألماني) هو الاسم الرسمي للقوات البرية الألمانية. بعد الهزيمة الألمانية في الحرب العالمية الأولى ونهاية الإمبراطورية الألمانية تم حل الجيش الرئيسي. من 1921 إلى 1935 كان اسم القوات البرية الألمانية هو الرايخويهر (جيش المملكة) ومن 1935 إلى 1945، استخدم اسم هير . كان هير واحدة من قوتين بريشتين من الرايخ الثالث خلال الحرب العالمية الثانية، ولكن على عكس هير ، لم تكن فافن إس إس أحد فروع فيرماخت، ولكنه كان قوة قتالية تحت قوات شوتزشتافل التابعة للحزب النازي. تم حل هير رسميًا في أغسطس 1946.
بعد الحرب العالمية الثانية تم تقسيم ألمانيا إلى دولتين ذات سيادة وشكلت كلاهما جيشها الخاص: في 12 نوفمبر 1955 بدأ المجندون الأوائل خدمتهم في ألمانيا الغربية هير ، بينما في 1 مارس 1956 في شرق ألمانيا Landstreitkräfte der NVA (القوات البرية للجيش الشعبي الوطني). خلال الحرب الباردة، تم دمج الجيش الألماني الغربي بالكامل في هيكل قيادة الناتو، بينما كان Landstreitkräfte جزءًا من حلف وارسو. بعد إعادة توحيد ألمانيا في عام 1990 تم دمج Landstreitkräfte جزئيًا في الجيش الألماني. منذ ذلك الحين يعمل الجيش الألماني في عمليات حفظ السلام في جميع أنحاء العالم، ومنذ عام 2002 أيضًا في العمليات القتالية في أفغانستان كجزء من قوة المساعدة الأمنية الدولية التابعة للناتو.

## تأسيس الجيش

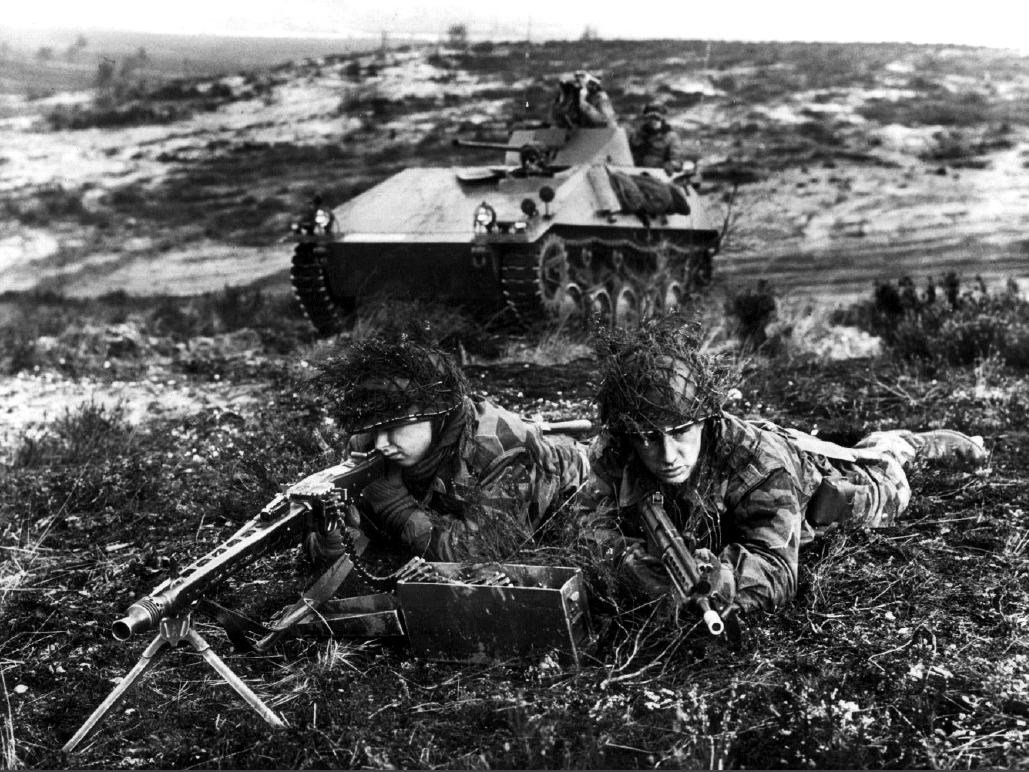
جنود Bundeswehr مع MG1 وHK G3 خلال مناورة 1960s. في الخلفية يوجد Schützenpanzer Kurz.

بعد الحرب العالمية الثانية قام الحلفاء بحل الفيرماخت بجميع فروعه في 20 أغسطس 1946. ومع ذلك، بعد عام واحد من تأسيس جمهورية ألمانيا الاتحادية في مايو 1949، وبسبب روابطها المتزايدة مع الغرب في ظل المستشار الألماني كونراد أديناور، بدأت الجمعية الاستشارية لأوروبا تنظر في تشكيل جماعة الدفاع الأوروبية بمشاركة ألمانية في 11 أغسطس 1950. الألمانية رفيع المستوى السابق الفيرماخت ضباط الواردة في مذكرة هيميرود خطة ل«القوة الألمانية في قوة دولية للدفاع عن أوروبا الغربية.» بالنسبة للقوات البرية الألمانية، تصورت المذكرة تشكيل جيش قوي يبلغ 250.000. رأى الضباط الحاجة إلى تشكيل اثني عشر فرقة بانزر وستة من أعضاء الفيلق مع قوات الفيلق المصاحبة، حيث أن الفرق المدرعة فقط هي التي يمكنها حشد قوة قتالية لإلقاء القوات المتفوقة عدديًا في حلف وارسو.
في 26 أكتوبر 1950، تم تعيين ثيودور بلانك «ضابطًا للمستشار الفيدرالي لتعزيز أسئلة قوات الحلفاء». كان سلف وزارة الدفاع هذا معروفًا إلى حد ما باسم المكتب الفارغ (Amt Blank)، ولكنه استخدم صراحة للتحضير لإعادة تسليح ألمانيا الغربية (Wiederbewaffnung). بحلول مارس 1954، انتهى المكتب الفارغ من خطط جيش ألماني جديد. توقعت الخطط تشكيل ستة مشاة، وأربعة مدرعة، واثنين من فرق المشاة الميكانيكية، كمساهمة ألمانية في الدفاع عن أوروبا الغربية في إطار جماعة الدفاع الأوروبية. في 8 فبراير 1952 وافق البوندستاغ على مساهمة ألمانية للدفاع عن أوروبا الغربية وفي 26 فبراير 1954 تم تعديل القانون الأساسي للجمهورية بإدراج مادة تتعلق بالدفاع عن سيادة الحكومة الفيدرالية. بعد قرار في مؤتمر لندن للطاقة التسعة في 28 سبتمبر إلى 3 أكتوبر 1954، تم قبول دخول ألمانيا إلى الناتو اعتبارًا من 9 مايو 1955 كبديل لخطة جماعة الدفاع الأوروبية الفاشلة. بعد ذلك تم تحويل المكتب الفارغ إلى وزارة الدفاع وأصبح ثيودور بلانك أول وزير دفاع. كانت نواة الجيش تسمى الفرع الخامس لوزارة الدفاع. وشملت التقسيمات الفرعية VA القيادة والتدريب، VB Organization وVC Logistics.

## الجيش الألماني اليوم
تم حل جميع الفيالق أو نقلها إلى مستوى متعدد الجنسيات مثل الفيلق المتعدد الجنسيات شمال شرق. أعيد تنظيم الفيلق الرابع وأصبح في 31 مارس 2002 قيادة نشر في الخارج، Einsatzführungskommando der Bundeswehr، مثل المقر البريطاني الدائم المشترك. شهدت عملية إعادة تنظيم للجيش في السنوات الأخيرة حل مقر فرقة المشاة الآلية الثالثة عشرة، ودمج قسم عمليات الطيران الجوي ومقر شعبة العمليات الخاصة، وحل اللواء الجوي الأول، وتعديل الوحدات بين الأقسام. [بحاجة لمصدر] لم يتم حل الألوية الثقيلة، لكن الفرقتين الثقيلتين المتبقيتين تقودان ثلاثة ألوية بدلاً من لواين.
وفقًا للوائح ساعات العمل في الاتحاد الأوروبي، فإن أسبوع العمل المنتظم هو 41 ساعة، على الرغم من وجود استثناءات عديدة مثل النشر في البعثات الخارجية، وتمارين التدريبية، وحالات الطوارئ، والاحتياجات العسكرية المماثلة.

### معدات حديثة

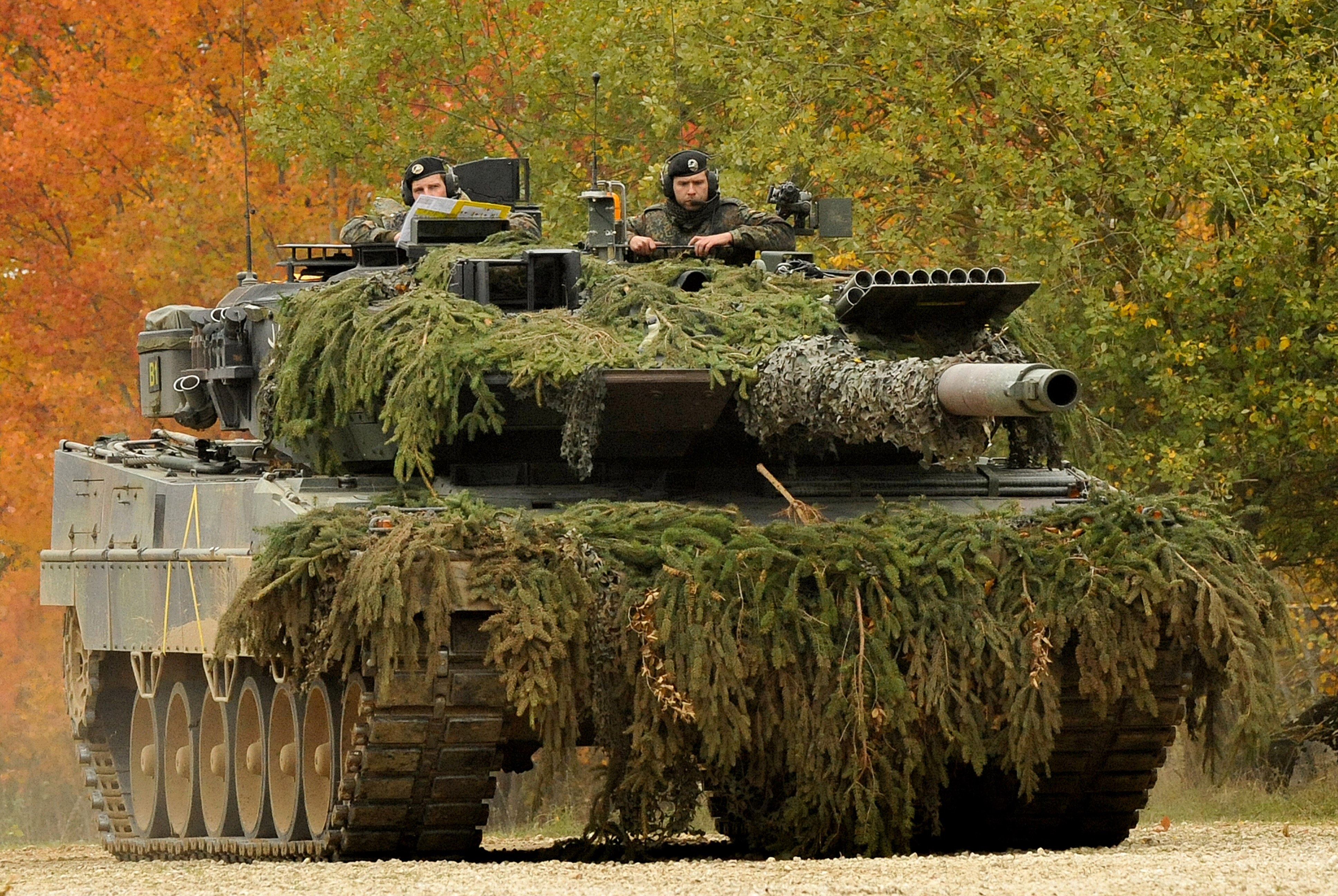
دبابة قتال رئيسية من طراز Leopard 2A6
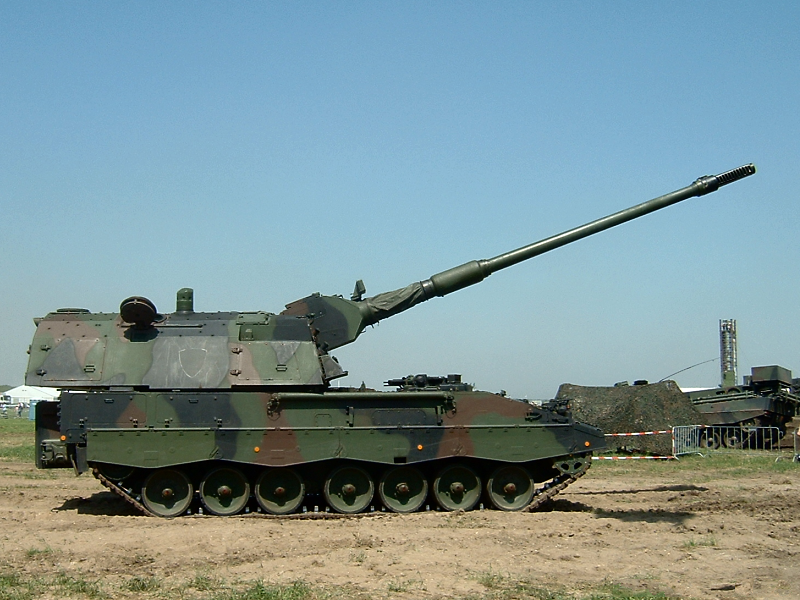
مدفعية ذاتية الدفع بي زد إتش 2000
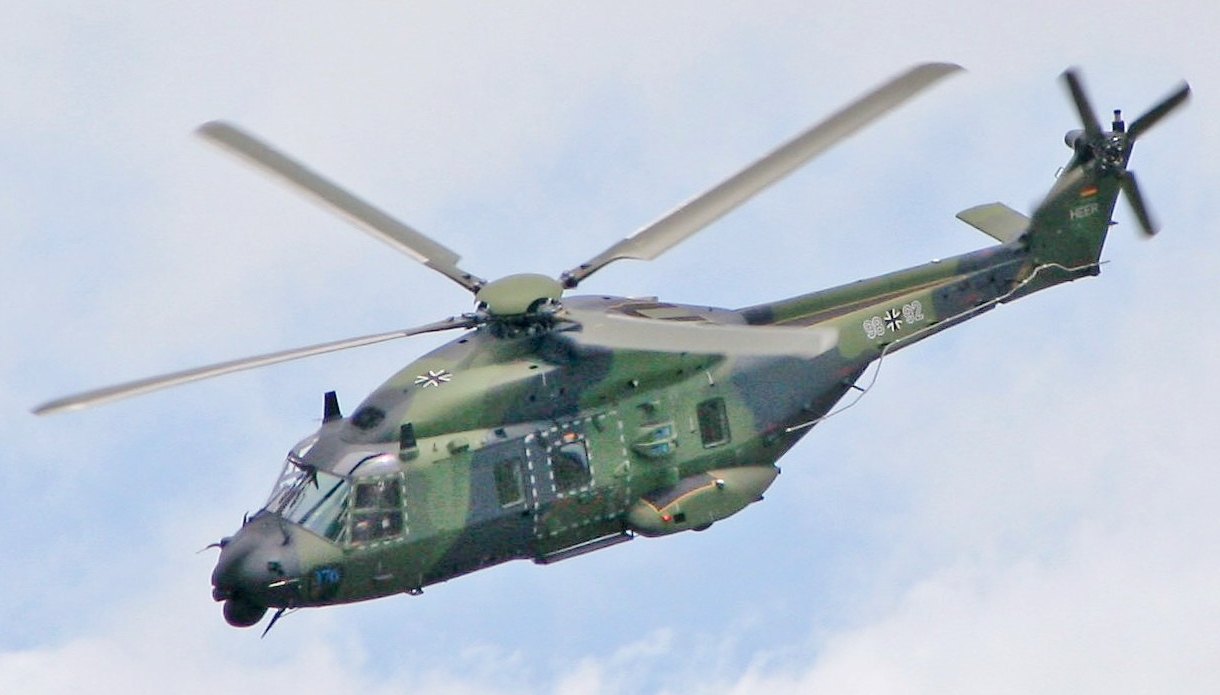
طائرة عمودية للنقل إن إتش-90

## Truppengattungen
Waffenfarbe (فرع دعم الجيش وفروع الجيش فقط) 

ان بي سي
سلاح المدفعية
الشرطة العسكرية
الإشارات
استطلاع
طيران الجيش
القوات الفنية
المشاة
فرقة عسكرية
القوات المدرعة (أي الدبابات)
الرواد (أي الهندسة)
القوات الطبية

- الأحمر الساطع: الرتب العامة (فقط "Kragenspiegel"، وليس "Litze")،
- قرمزي: هيئة الأركان العامة

## الرتب
الضباط
قالب:Ranks and Insignia of NATO Armies/OF/Blank
| ألمانيا (Edit) | لا يوجد مكافئ | لا يوجد مكافئ |       |       |               |               |              |              |                |                |        |        |              |              |      |      |                |          |           |           |           |                        |                        |                        |              |              |          |          |              |              | Enlisted rank plus bottom thin silver cord indicating cadet's career | Enlisted rank plus bottom thin silver cord indicating cadet's career | Enlisted rank plus bottom thin silver cord indicating cadet's career | Enlisted rank plus bottom thin silver cord indicating cadet's career | Enlisted rank plus bottom thin silver cord indicating cadet's career | Enlisted rank plus bottom thin silver cord indicating cadet's career |
| ألمانيا (Edit) | لا يوجد مكافئ | لا يوجد مكافئ | جنرال | جنرال | جنرال لوتنانت | جنرال لوتنانت | جنرال مايجور | جنرال مايجور | Brigadegeneral | Brigadegeneral | أوبرست | أوبرست | أوبرسلوبمينت | أوبرسلوبمينت | رائد | رائد | Stabshauptmann | هاوبتمان | ملازم أول | ملازم أول | ملازم أول | ملازم (الجيش الألماني) | ملازم (الجيش الألماني) | ملازم (الجيش الألماني) | Oberfähnrich | Oberfähnrich | Fähnrich | Fähnrich | Fahnenjunker | Fahnenjunker | Enlisted rank plus bottom thin silver cord indicating cadet's career | Enlisted rank plus bottom thin silver cord indicating cadet's career | Enlisted rank plus bottom thin silver cord indicating cadet's career | Enlisted rank plus bottom thin silver cord indicating cadet's career | Enlisted rank plus bottom thin silver cord indicating cadet's career | Enlisted rank plus bottom thin silver cord indicating cadet's career |

ضباط الصف والجنود
قالب:Ranks and Insignia of NATO Armies/OR/Germany
| رموز الناتو | OR-9 أوه أر-9 | OR-9 أوه أر-9 | OR-9 أوه أر-9 | OR-9 أوه أر-9 | OR-9 أوه أر-9 | OR-9 أوه أر-9 | OR-8 أوه أر-8 | OR-8 أوه أر-8 | OR-7 أوه أر-7 | OR-7 أوه أر-7 | OR-6 أوه أر-6 | OR-6 أوه أر-6 | OR-6 أوه أر-6 | OR-6 أوه أر-6 | OR-6 أوه أر-6 | OR-6 أوه أر-6 | OR-5 أوه أر-5 | OR-5 أوه أر-5 | OR-5 أوه أر-5 | OR-5 أوه أر-5 | OR-5 أوه أر-5 | OR-5 أوه أر-5 | OR-4 أوه أر-4 | OR-4 أوه أر-4 | OR-4 أوه أر-4 | OR-4 أوه أر-4 | OR-3 أوه أر-3 | OR-3 أوه أر-3 | OR-2 أوه أر-2 | OR-2 أوه أر-2 | OR-2 أوه أر-2 | OR-2 أوه أر-2 | OR-2 أوه أر-2 | OR-2 أوه أر-2 | OR-1 أوه أر-1 | OR-1 أوه أر-1 |
| ----------- | ------------- | ------------- | ------------- | ------------- | ------------- | ------------- | ------------- | ------------- | ------------- | ------------- | ------------- | ------------- | ------------- | ------------- | ------------- | ------------- | ------------- | ------------- | ------------- | ------------- | ------------- | ------------- | ------------- | ------------- | ------------- | ------------- | ------------- | ------------- | ------------- | ------------- | ------------- | ------------- | ------------- | ------------- | ------------- | ------------- |

## وصلات خارجية
- Official Homepage of the German Army (Heer) in German

### وصلات ذات أهمية لتاريخ الجيش الألماني البري
- German Army pre 1914
- German Army 1914-1918
- German Army Organization 1914
- German Infantry Photographs from World War II - Colour photographs of German infantry during World War II
- Gebirgsjaeger - German Mountain Troops
- Axis History - Axis History site including German troops.

قالب:Military of Germany قالب:Armies in Europe